# Markéta Baňková
Markéta Baňková (* 5. března 1969 Praha) je česká spisovatelka, popularizátorka vědy, umělkyně a experimentátorka s různými technologiemi. 
Její práce propojuje humanitní a vědecké obory – literaturu s fyzikou a biologií, umění s internetem v žánru net art, chemii a botaniku s psychologií. 
Nejprve studovala výtvarné umění a hrála divadlo. Z uměleckého směru odbočila s tím, že raději měla studovat přírodní vědy.
Vytvořila první české internetové projekty, které se řadí do oboru net art.
Zájem o fyziku a biologii zúročila ve svých beletristických knihách s přesahem do populárně naučné literatury.

## Život a práce
Markéta Baňková žije s rodinou v Praze. Je vdaná a má dvě děti. 
V letech 1988–1991 hrála divadlo v pražském A-studiu Rubín. Poté v letech 1989–1997 studovala na AVU, nejprve u Vladimíra Kokolii. Studium přerušila a v roce 1994 odjela na rok do New Yorku. Po návratu přestoupila do ateliéru nových médií Michaela Bielického, kde začala experimentovat s internetem. 
Tam vytvořila interaktivní hypertextový román Město.html (1997–1999), který kombinoval text, obraz a zvuk.
Roku 1999 odjela na základě grantu zpět do New Yorku, kde udělala interaktivní mapu, pocitový předchůdce Google Street View.
New York City Map byl v roce 2000 nominován na International Media Art Award, Zentrum für Kunst und Medientechnologie, Karlsruhe.  V roce 2002 byla finalistkou Ceny Jindřicha Chalupeckého.
Následoval program Scribble, web, který automaticky generoval ilustrace na základě aktuálních denních zpráv z webu CNN.
V roce 2009 napsala knihu Straka v říši entropie, určenou jak dětem, tak i rodičům, kteří se při čtení dětem chtějí zároveň sami bavit a vzdělávat. Sarkastické a vtipné příběhy o lidských vztazích jsou v knize propojeny s fyzikálními zákony. Po více než ročním hledání nakladatele se titul stal bestsellerem a byl oceněn Magnesia Litera pro objev roku (2011).
Roku 2014 absolvovala online kurz Introduction to Biology univerzity MIT. s cílem napsat knihu z oblasti biologie.
Její druhý román Maličkost (2015)  vypráví příběh studenta genetiky, který zkoumá vlastní identitu prostřednictvím svých biologických příbuzných. Kniha zpracovává témata neurovědy, psychologie, sugesce a genetiky formou černého humoru a získala cenu Česká kniha (2016).
Knihy byly přeloženy do několika jazyků. Občas také píše povídky do různých periodik.
V roce 2023 představila experimentální parfémový dům Space Fluid. Ručně míchané vůně mají za cíl vyvolat vzpomínky, emoce a neviditelné krajiny prostřednictvím čichu. Tyto parfémy byly prezentovány i ve formě čichové výstavy.

## Shrnutí díla
- Mesto.html – první česká hypertextová novela (1997–1999).Fiktivní homepage využívá kombinaci textu, zvuku, obrazu i animace.[14]
- New York City Map – virtuální mapa (1999–2002) do které jde vstoupit a pohybovat se jejími různými znakovými vrstvami (fotografie, symboly, text).
- Smysly života (2002) – digitální video (premiéra 18. června 2003) dokumentující den několika lidí z různých prostředí. Šum města má svůj pravidelný, až hudební rytmus.
- Scribble (neboli Čáranice)
- Straka v říši entropie (2010) – beletrická kniha bajek inspirovaná fyzikálními zákony, ISBN 978-80-87003-26-8. Cena Magnesia Litera 2011 pro objev roku
- Maličkost. Romance z času genetiky (2015), ISBN 978-80-257-1673-1. Cena Česká kniha 2016.
- Space Fluid (2023) [15]